# フィトフルエン
フィトフルエン(Phytofluene)は、自然界ではトマトなどの野菜に含まれる橙色のカロテノイド顔料である。カロテノイド生合成の2番目の生成物である。